# Palác prince Jindřicha
Palác prince Jindřicha, německy Palais des Prinzen Heinrich, je někdejší princovský palác v Berlíně v ulici Unter den Linden č. 6. a dnes je hlavní budovou Humboldtovy univerzity.

## Dějiny

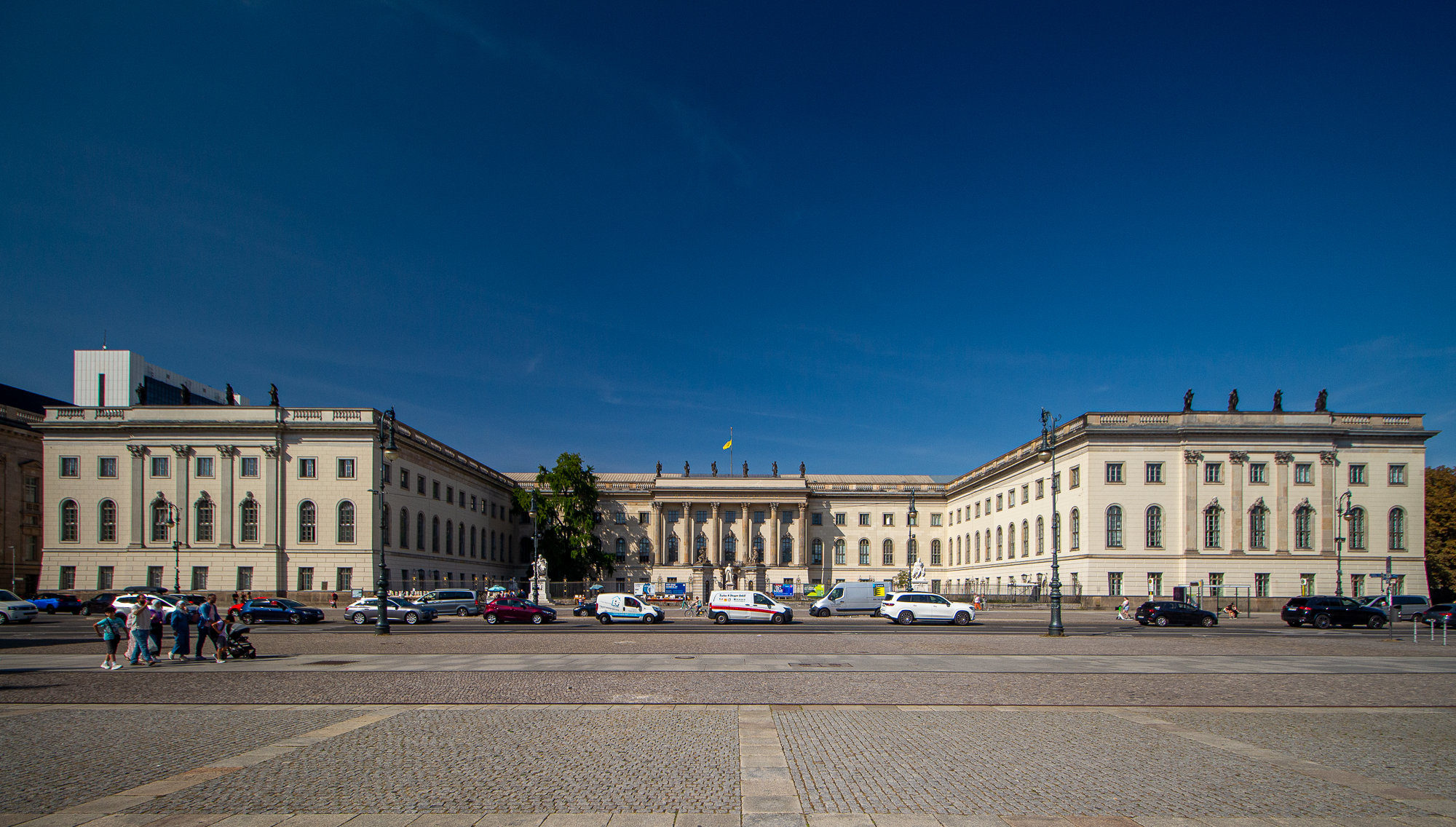
Současná podoba paláce (srpen 2024)

Budova vznikla v letech 1748/49 pro mladšího bratra pruského krále Bedřicha II. Velikého, prince Jindřicha Ludvíka Pruského. Plány pozdně barokní stavby, které vypracoval Johann Boumann, se měly opírat o návrhy Georg Wenzeslaus von Knobelsdorff. Knobelsdorff měl v místě paláce vybudovat původně rezidenci pro Bedřicha II., jako součást většího komplexu, tzv. Forum Fridericianum. Stavební práce řídil nejprve Boumann sám, později vedení převzal Carl Ludwig Hildebrandt. Po přerušení stavebních prací v důsledku sedmileté války byla stavba dokončena teprve v roce 1766.
Když byla roku 1809 založena Berlínská univerzita, věnoval tehdejší pruský král Bedřich Vilém III. budovu nové univerzitě. V letech 1836 až 1846 a 1892 byly interiéry paláce upraveny pro potřeby univerzity. V letech 1913 a 1920 rozšířil berlínský městský stavební rada Ludwig Hoffmann stavbu díky prodloužení obou postranních křídel severním směrem a postranním přístavbám, čímž se z tvar budovy z U změnil na dnešní tvar písmene H, přičemž zvenku není rozdíl patrný.
Za druhé světové války byla značná část budovy zničena, zejména během náletů mezi 24. listopadem 1943 a 19. červencem 1944. Výuka byla obnovena v roce 1945 nejprve v některých provizorně upravených prostorách v západním traktu budovu. Následně byla budova ve dvou fázích znovupostavena podle původní předlohy: v letech 1947 až 1954 středový trakt, v letech 1958 až 1962 východní křídlo, v němž se dnes nachází Audimax. Z původního vybavení se zachovalo jen velmi málo, například schodiště ve východní části paláce. Od roku 1975 je budova památkové chráněna.